# Assedio di Sollum
L'assedio di Sollum ebbe luogo nel maggio 1915 e fu la causa scatenante del fronte di Libia ed Egitto. 4200 anglo-italiani respinsero circa 15 000 Senussi, infliggendo 1 000 morti o feriti ai nemici, ma subendo più di 100 vittime.